# Kabale und Liebe
Kabale und Liebe ist ein Drama in fünf Akten von Friedrich Schiller. Es wurde am 13. April 1784 in Frankfurt am Main uraufgeführt, gilt als typisches Beispiel des Sturm und Drang, einer literarischen Strömung der Epoche der Aufklärung, und zählt heute zu den bedeutendsten deutschen Theaterstücken. Das von Schiller ursprünglich Louise Millerin genannte bürgerliche Trauerspiel bekam erst auf Vorschlag des Schauspielers August Wilhelm Iffland den publikumswirksameren Titel Kabale und Liebe und handelt von der leidenschaftlichen Liebe zwischen der bürgerlichen Musikertochter Louise Miller und dem Adelssohn Ferdinand von Walter, die durch niederträchtige Intrigen (Kabalen) zerstört wird.

## Hintergrund

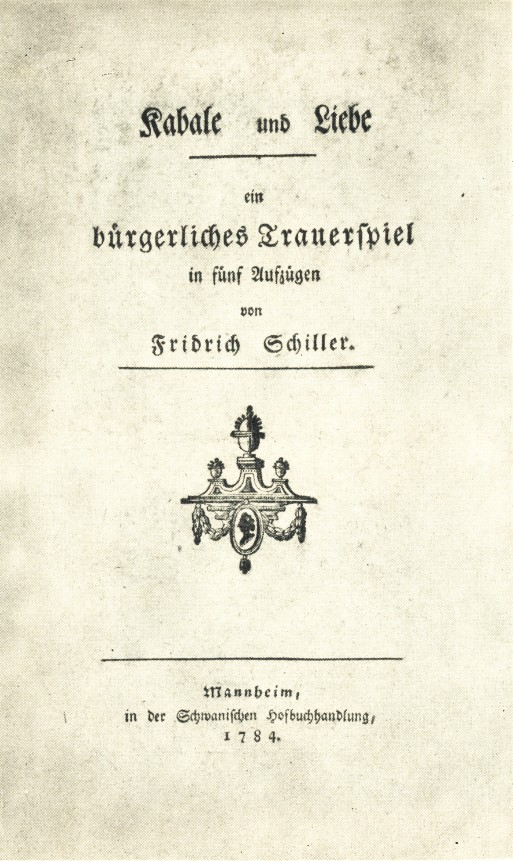
Titelblatt der Erstausgabe 1784

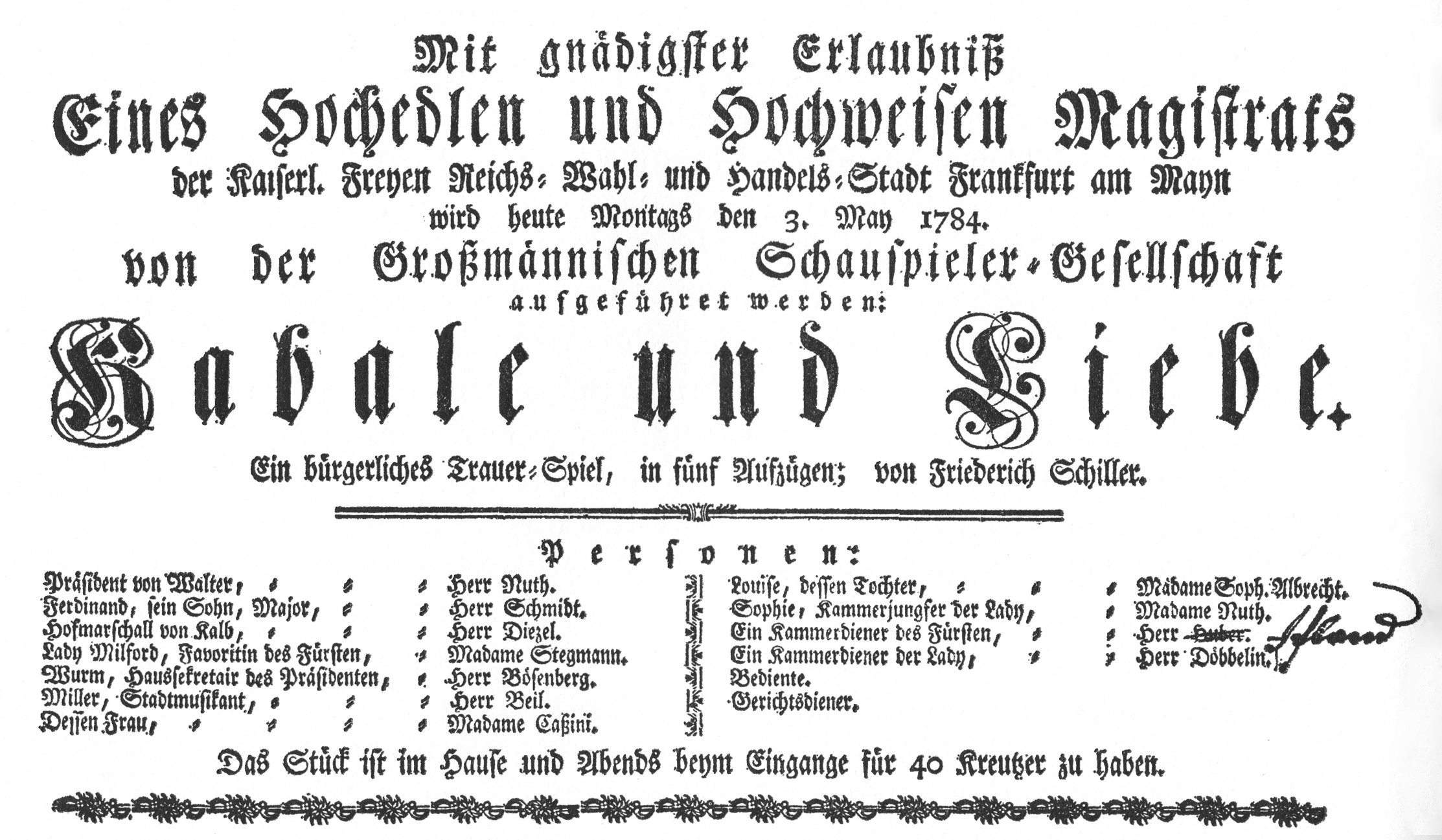
Theaterzettel der zweiten Aufführung vom 3. Mai 1784 in Frankfurt am Main mit August Wilhelm Iffland in der Rolle des Kammerdieners.

1784 veröffentlichte Schiller seine theoretische Schrift Die Schaubühne als eine moralische Anstalt betrachtet. Der Hauptgedanke dieser Abhandlung ist, die Tragödie als Mittel der Theodizee darzustellen: Die Aufgabe des Theaters sei es, die Ordnung der Welt als von Gott geschaffen zu zeigen, indem die höhere Gerechtigkeit auf der Bühne wiederhergestellt wird. Diese Gerechtigkeit wird in Kabale und Liebe daran sichtbar, dass am Ende nicht die weltliche Justiz, sondern Gott als letzte richterliche Instanz gilt. Eine weitere Funktion des Theaters sieht Schiller in dessen Erziehungsauftrag, das heißt darin, eine Katharsis des Zuschauers zu bewirken, ihn durch Bildung zur Veredelung zu bringen und so die „Schaubühne“ zu einer „moralischen Anstalt“ zu machen. Deren bedeutendste Aufgabe aber sei ihre Mittlerrolle zwischen Freiheit und Notwendigkeit: Der Kampf des Individuums mit gesellschaftlichen, sittlichen und religiösen Zwängen wird auf der Bühne idealisiert und vom Menschen gewonnen.
Kabale und Liebe ist ein bürgerliches Trauerspiel, eine auf Gotthold Ephraim Lessing zurückzuführende Form der Tragödie, die nicht mehr ausschließlich in der Welt des Adels, sondern auch in der des Bürgertums spielt. Der Einfluss von Lessings Emilia Galotti auf Schillers Stück ist unübersehbar. Die literarische Ständeklausel ist außer Kraft gesetzt, der Konflikt zwischen Bürgertum und Adel – der sich auch als einer zwischen bürgerlichem Standesstolz und adeligem Standesdünkel manifestiert – ist das beherrschende Motiv. Das allgemein Menschliche steht im Zentrum, politische Missstände werden offen angeklagt.
Das Stück zählt zur Epoche des Sturm und Drang. Individuelle Interessen und subjektive Gefühle sowie die Forderung nach Freiheit gegenüber den Zwängen der Ständegesellschaft sind machtvolle Triebfedern für die Figuren und führen schließlich in die Katastrophe.
Durch seine Liebe zu Caroline von Wolzogen, der Schwester seiner späteren Ehefrau Charlotte von Lengefeld, war sich Schiller der Kluft zwischen Adel und Bürgertum schmerzlich bewusst geworden.
Kabale und Liebe ist nach Die Räuber und Die Verschwörung des Fiesco zu Genua das dritte Drama Schillers. Im September 1782 war er aus dem Machtbereich des württembergischen Herzogs Carl Eugen nach Mannheim geflohen; der Herzog hatte Schiller wegen dessen unerlaubter Ausreise zur Uraufführung der Räuber unter Arrest stellen lassen und ihm seine schriftstellerische Tätigkeit untersagt. Ungerechtigkeit und Fürstenwillkür, deren Zeuge und Opfer er wurde, haben sich in Kabale und Liebe niedergeschlagen:
- Die Verschwendungssucht am herzoglichen Hof: Obwohl Württemberg zur Zeit Schillers ein relativ armes Land war, führte Carl Eugen sein Hofleben nach dem Vorbild des Versailler Hofes. Dementsprechend aufwändig waren die häufigen Feste, Bälle und Jagden, die durch Ausbeutung der Bevölkerung und „Soldatenverkauf“ mitfinanziert wurden.
- Soldatenhandel: Der „Verkauf“ von Landeskindern ins Ausland, zu Schillers Zeiten vor allem für den Kolonialkrieg in Amerika, fand auch in Württemberg statt und diente der Geldbeschaffung. Dieser Söldnerhandel beinhaltete die Verschleppung von Bauern-, Handwerker- und Tagelöhnersöhnen zu ausländischen Herrschern, wobei auch gewalttätige Methoden und Betäubungsmittel eingesetzt wurden. Der „Landesvater“ erhielt dafür hohe Summen an Kopfgeldern.
- Das Mätressenwesen: Carl Eugen unterhielt ein für seine Zeit typisches, ausgeprägtes Mätressenwesen. Eine seiner Geliebten, Franziska von Hohenheim wurde später die offizielle Gefährtin des Herzogs und 1780 seine Ehefrau. Sie ist das zeitgenössische Vorbild der Lady Milford in Kabale und Liebe. Dies gilt insbesondere für den positiven Einfluss, den Franziska von Hohenheim auf den Herzog hatte.
- Intrigen: Der zur Zeit Schillers am württembergischen Hof amtierende Minister Graf Friedrich Samuel von Montmartin hatte mittels gefälschter Briefe seinen Rivalen zu Fall gebracht und sich das alleinige Vertrauen des Fürsten verschafft.
- Willkürherrschaft: Wie berechtigt Schillers Kritik an der Willkür der Herrschenden war, kann man unter anderem am Schicksal von Christian Friedrich Daniel Schubart erkennen, eines Journalisten und Dichters, der an den empörenden Zuständen Anstoß genommen hatte und dafür ohne gerichtliches Urteil eingekerkert worden war.

## Inhalt

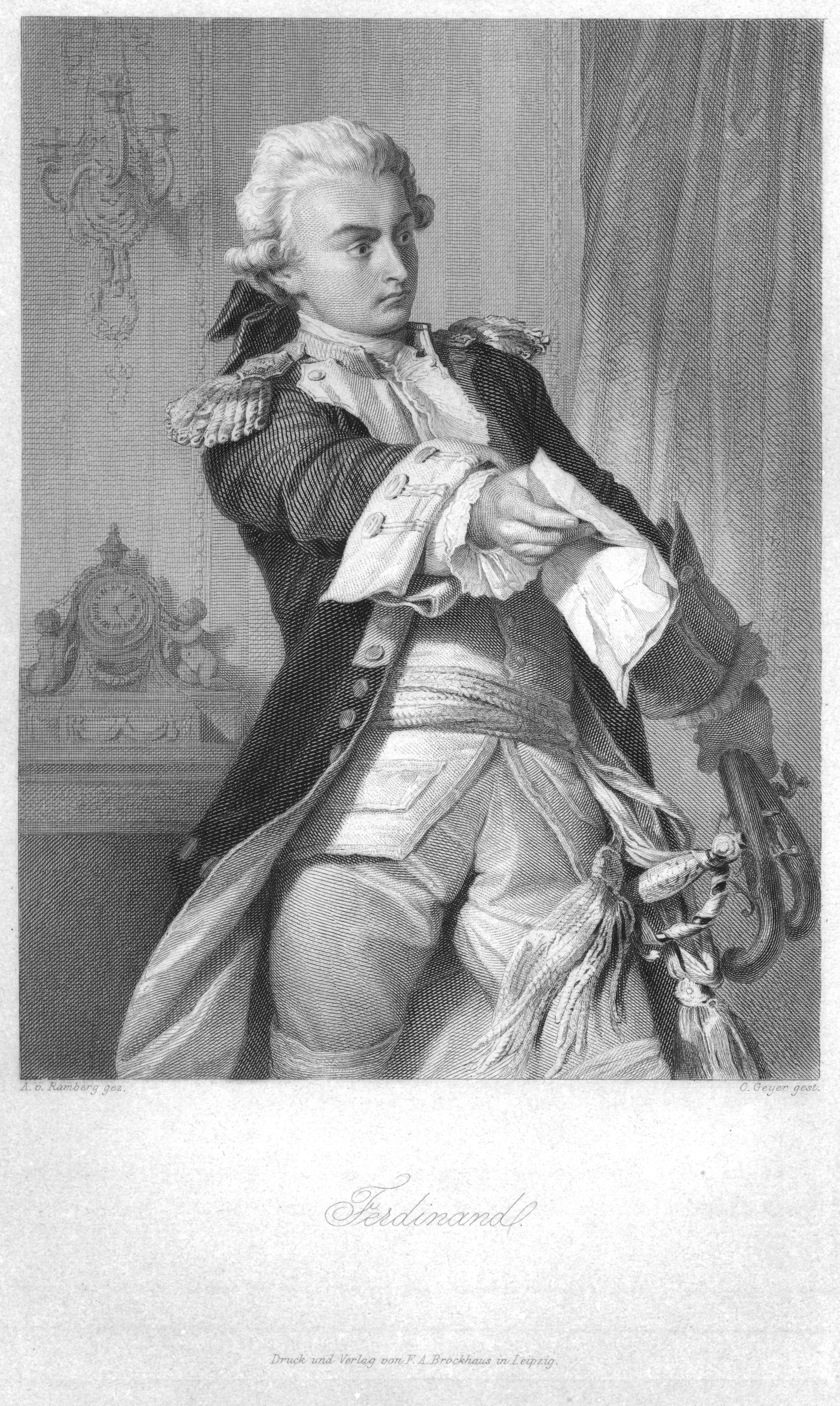
Ferdinand,
um 1859 von Geyer nach Ramberg, Schiller-Galerie

Ferdinand, Major und Sohn des Präsidenten von Walter, eines einflussreichen Adligen am Hof eines deutschen Fürsten, stürzt mit seiner auf Gegenseitigkeit beruhenden Liebe Louise, die Tochter des Musikus Miller, in einen tödlich endenden Konflikt. Sowohl der Vater Ferdinands als auch der alte Miller lehnen eine Verbindung ihrer Kinder ab.

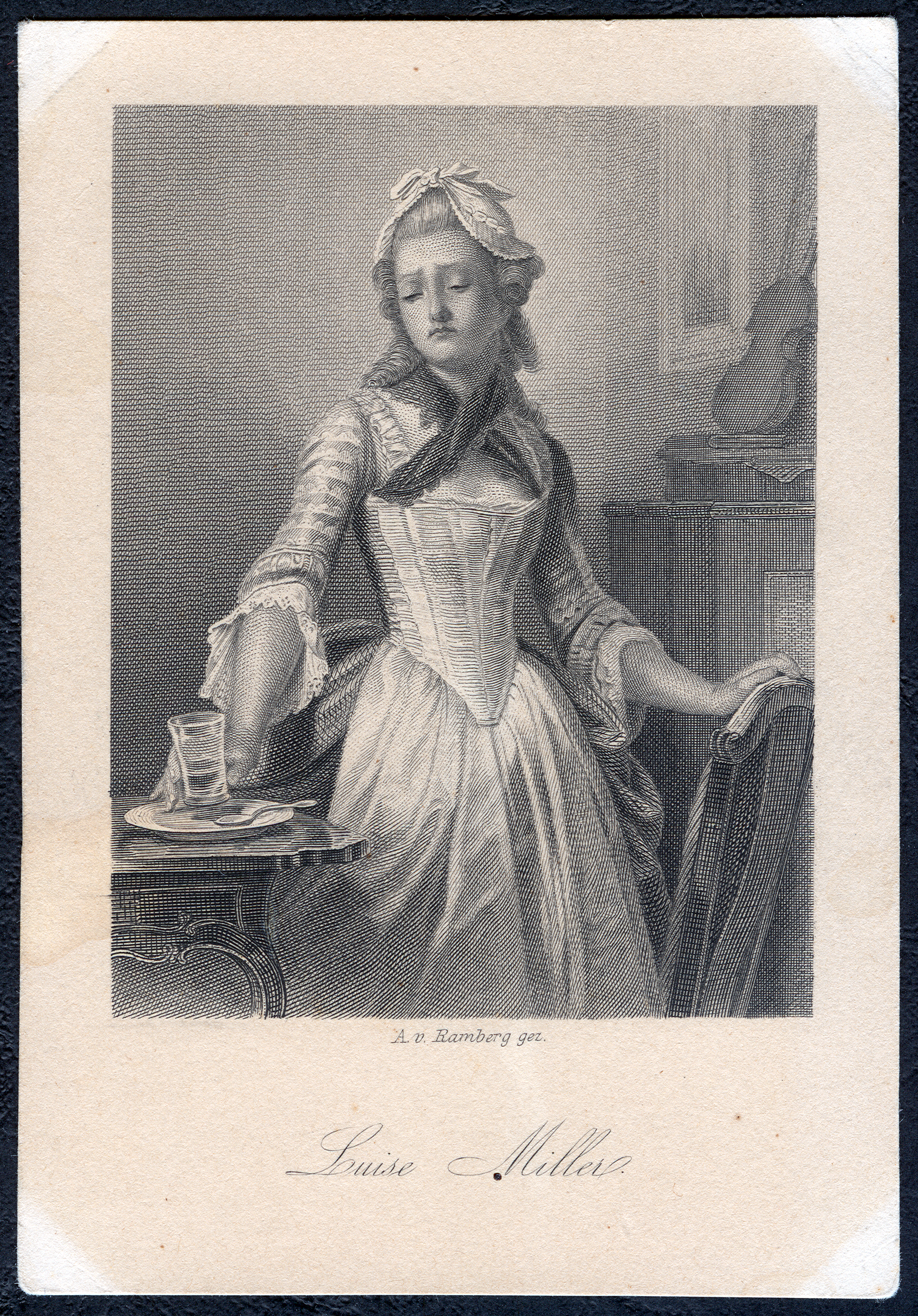
Louise Miller (Stahlstich um 1859)

Der Präsident von Walter verfolgt stattdessen das Ziel, Ferdinand mit der Mätresse des Herzogs, Lady Milford, zu verheiraten, um so seinen Einfluss bei Hofe zu vergrößern. Ferdinand rebelliert jedoch gegen den Plan seines Vaters, kündigt ihm seinen Gehorsam auf und versucht Louise zur gemeinsamen Flucht zu überreden. Er begibt sich zu Lady Milford, um sie zum Verzicht auf das Bündnis zu bewegen und ihr seine Liebe zu Louise zu gestehen. Dabei erfährt er nicht nur von der tragischen Vergangenheit der Lady, sondern auch, dass sie bisher immer einen mäßigenden Einfluss auf die Gewaltherrschaft des Fürsten ausgeübt habe. Sie begehre Ferdinand wirklich; auf ihn könne sie aber schon aus Prestigegründen nicht mehr verzichten, weil ihre Vermählung bereits in aller Munde sei. Erst nachdem sie kurz darauf selbst mit Louise spricht und mit deren Unschuld, bürgerlichem Stolz und christlicher Selbstlosigkeit konfrontiert wird, nimmt sie sich das einfache Mädchen zum Vorbild, gibt ihre Heiratsabsichten auf und verlässt das Land, um sich aus der höfischen Welt zurückzuziehen und fortan als Tagelöhnerin ein ehrbares Leben zu führen.
Um ihr Ziel zu erreichen und zu verhindern, dass Ferdinand seine Drohung wahrmacht, nämlich den Hof über die korrupten Machenschaften seines Vaters aufzuklären und zu verraten, „wie man Präsident wird“, initiieren der Präsident und sein Sekretär Wurm (zugleich Ferdinands Nebenbuhler) eine heimtückische Intrige: Louises Eltern werden grundlos verhaftet. Vor dem sicheren Tod, so erklärt man Louise, könne sie ihre Eltern nur durch einen an den Hofmarschall von Kalb gerichteten Liebesbrief retten. Zudem muss Louise einen körperlichen, d. h. persönlichen Eid schwören und den erzwungenen Brief als ein von ihr aus freiem Entschluss verfasstes Schriftstück ausgeben. Dieser Brief wird Ferdinand zugespielt, schürt dessen ohnehin schon vorhandenes Misstrauen und lässt tatsächlich Eifersucht und Rachegelüste in ihm wach werden. Louise will sich daraufhin durch Suizid vom Eid lösen, um vor Ferdinand sterbend die Unschuld ihrer Liebe wiederherzustellen. Dieses Vorhaben durchkreuzt jedoch ihr strenggläubiger Vater, der Selbstmord für eine schwere Sünde hält und daher Louise ins christliche Gewissen redet. So hat sie den Anklagen Ferdinands nur das Schweigen und die durch den Eid geforderte Lüge entgegenzusetzen. Blind vor Wut und Verzweiflung vergiftet Ferdinand sich und Louise. Sterbend ist Louise befreit von ihrer Schweigepflicht, offenbart Ferdinand die Intrige und vergibt ihm. Dieser erwacht aus seiner Verblendung, erkennt die selbstlose Treue seiner Geliebten und reicht im Augenblick seines Todes auch seinem Vater, der „in der schrecklichsten Qual“ vor seinem Sohn auf die Knie fällt, die Hand zur Versöhnung. Anschließend stellt sich der Präsident, zur Läuterung bereit, den Gerichten.

## Figurenkonstellation
In dem Stück sind, wie der Name bürgerliches Trauerspiel schon sagt, sowohl Bürgertum als auch Adel (Welt des Hofes) vertreten. Bürgertum und Adel waren zur damaligen Zeit durch gesellschaftliche, unüberwindbare Schranken voneinander getrennt.

### Das Bürgertum
Der Stadtmusikant Miller ist ein ehrbarer, aufrechter Musiker, tief religiös und mit einem festen Platz in der zünftischen Ordnung der Stadt, einerseits selbstbewusst, unerschrocken und aufrecht, andererseits engen Grenzen verhaftet und nicht frei von Herrschaftshaltung. Miller ist fest im ständischen Denken verankert und lehnt daher eine Ehe seiner bürgerlichen Tochter mit dem adligen Ferdinand ab. Jedoch lässt er Louise bei der Gattenwahl innerhalb der ständischen Ordnung freie Wahl, denn er hält die Gepflogenheit, wonach der Vater den Ehemann auswählt, für überholt. Gegenüber seiner Frau verhält er sich als befehlender Patriarch, während ihn mit seiner Tochter eine zärtliche Liebe verbindet. Sein bürgerliches Selbstvertrauen kommt deutlich im Streitgespräch mit dem Präsidenten zum Ausdruck: Trotz seines großen Respekts stellt er sich gegen den Präsidenten und beharrt mutig auf seinem Hausrecht. Er gibt deutlich zu verstehen, dass die verdorbene Welt des Adels in seinen Augen moralisch unter der bürgerlichen Welt stehe. Gleichzeitig ist er jedoch keineswegs immun gegen die Verführung durch Reichtum. Als Ferdinand ihm Geld für den „drei Monate langen glücklichen Traum von seiner Tochter“ anbietet, ist Miller von den Möglichkeiten, die ihm dieser Reichtum bietet, überwältigt und verhält sich Ferdinand gegenüber sehr umgänglich und freundlich.
Frau Miller hegt in Bezug auf Louises Beziehung zu Ferdinand kleinbürgerliche Aufstiegshoffnungen und begünstigt heimlich diese Liebesbeziehung. Außerdem fühlt sie sich durch den Verkehr eines feinen Herrn in ihrem Hause geschmeichelt. Aus diesem Grund weist sie Wurm im Gespräch als Schwiegersohn zurück, verrät ihm jedoch durch ihre Schwatzhaftigkeit und Einfalt Informationen über die Beziehung von Ferdinand und Louise, die dieser für seine Intrige zu nutzen weiß. Gegenüber ihrem Mann kann sich Frau Miller nur schwer behaupten. Auch gegenüber dem Präsidenten nimmt sie eine ängstliche und unterwürfige Haltung ein und verkörpert den typischen Untertanengeist.
Millers sechzehnjährige Tochter Louise wird als wahrheitsliebend und tugendhaft und darüber hinaus als das „schönste Exemplar einer Blondine“ vorgestellt, die „neben den ersten Schönheiten des Hofes noch Figur machen würde“. Sie ist fest in ihrer Familie verankert. Als Einzelkind hat sie vor allem zu ihrem Vater eine sehr enge Beziehung. Louise, die von ihren Eltern christlich erzogen wird und sehr behütet aufwächst, stößt das amoralische Leben am Hofe ab. Die Begegnung mit Ferdinand stürzt sie in einen Konflikt zwischen Neigung und Pflicht (Kant), zwischen ihrer Liebe zu Ferdinand und der Erwartungshaltung ihres Vaters, dem auf Grund seiner religiösen Überzeugung die gottgewollten gesellschaftlichen Schranken unantastbar erscheinen.
Wurm, der Sekretär und Vertraute des Präsidenten, ist ein charakterloser Intrigant und Heuchler, der für Reichtum und Ansehen zu allem bereit ist. Er ist die Quelle der Kabale, von der er sich, neben anderen Vorteilen, die Hand der von ihm begehrten Louise verspricht. Durch Skrupellosigkeit die gesellschaftliche Leiter emporgeklommen, tritt er nach unten und katzbuckelt nach oben. Offen distanziert er sich von allen bürgerlichen Moralvorstellungen und fühlt sich insgeheim mehr dem Adel zugehörig. Seine Rücksichtslosigkeit und sein fehlendes Mitgefühl für das Gegenüber ruft bei fast allen Figuren des Dramas Abneigung hervor. Dass sie den Sekretarius Wurm verachten, lässt sich kaum überlesen: (Herr Miller über Wurm:) „Ein konfiszierter widriger Kerl, als hätt ihn irgendein Schleichhändler in die Welt meines Herrgotts hineingeschachert“, (Louise über Wurm:) „Wie flink dieser Satan ist, wenn es gilt, Menschen rasend zu machen!“, (Präsident zu Wurm:) „Das Geweb ist satanisch fein[.]“ Wurm will sich in den Dialogen immer wieder an den Präsidenten annähern, z. B. antwortet er auf die Frage des Präsidenten, was ein Eid bringen solle: „Nichts bei  u n s, gnädiger Herr. Bei  d i e s e r  Menschenart alles“, wobei er sich und den Präsidenten in dieselbe Kategorie einordnet. Oder auch (Wurm, an den Präsidenten gerichtet): „Ich will Geheimnisse aufdecken, daß denen, die sie hören, die Haut schauern soll. […] Ich werde, Kamerad! […] Arm in Arm mit  d i r  zum Blutgerüst! […] Es soll mich kitzeln, Bube, mit  d i r  verdammt zu sein.“ Der Präsident lässt diese Anbiederung zu: „Wurm. […] Darf ich freimütig reden?“ Präsident (indem er sich niedersetzt:) „Wie ein Verdammter zum Mitverdammten.“ Oder auch (Präsident zu Wurm:) „Der Schüler übertrifft seinen Meister“.

### Der Adel
Den Gegensatz zwischen (durch die Standesschranke voneinander getrenntem) Adel und Bürgertum, der die Spannung des dramatischen Geschehens konstituiert, überlagert in Kabale und Liebe eine weitere Differenz: die Orientierung des Menschen an der Ehre (Adel) einerseits und die Motivierung durch das Gefühl (Bürger) andererseits. So gehören Ferdinand und Lady Milford zwar dem Adel an, lassen sich aber, wie gebildete Bürger, auch durch ihre aufrichtige Liebe leiten; in Konfliktsituationen jedoch berufen sie sich bald wieder auf ihre Ehre, also das Lebensprinzip des Adels. Die bürgerliche Neuorientierung dieser beiden Adeligen trägt wesentlich zu den Konflikten des Dramas bei.
Ferdinand ist ein typischer Vertreter des Sturm und Drang, leidenschaftlich, aufbrausend, weltfremd und egozentrisch. Für den Sohn des Präsidenten ist die bürgerliche Louise als Braut eigentlich tabu. Für ihn sind jedoch nicht der Stand, sondern die persönlichen Qualitäten eines Menschen wichtig. Von der Tradition der Aufklärung geprägt, verachtet er die intriganten Praktiken der höfischen Welt. Er klagt die Ungerechtigkeit, Inhumanität und Amoralität der absolutistischen Ordnung an, versucht diese Ordnung zu sprengen und beruft sich dabei auf die „Natur“, die „Gesetze der Menschheit“ und „Gott“. Sein Besitzdenken und seine selbstbezogene Liebe zu Louise, verbunden mit seiner emotionalen Spontanität, sind typisch für die zeitgenössischen Lehren Jean-Jacques Rousseaus und fördern schon früh seine unbegründete Eifersucht. Von der Idee der absoluten Liebe besessen, maßt er sich die Rolle des Rächers an und tötet eine Unschuldige.

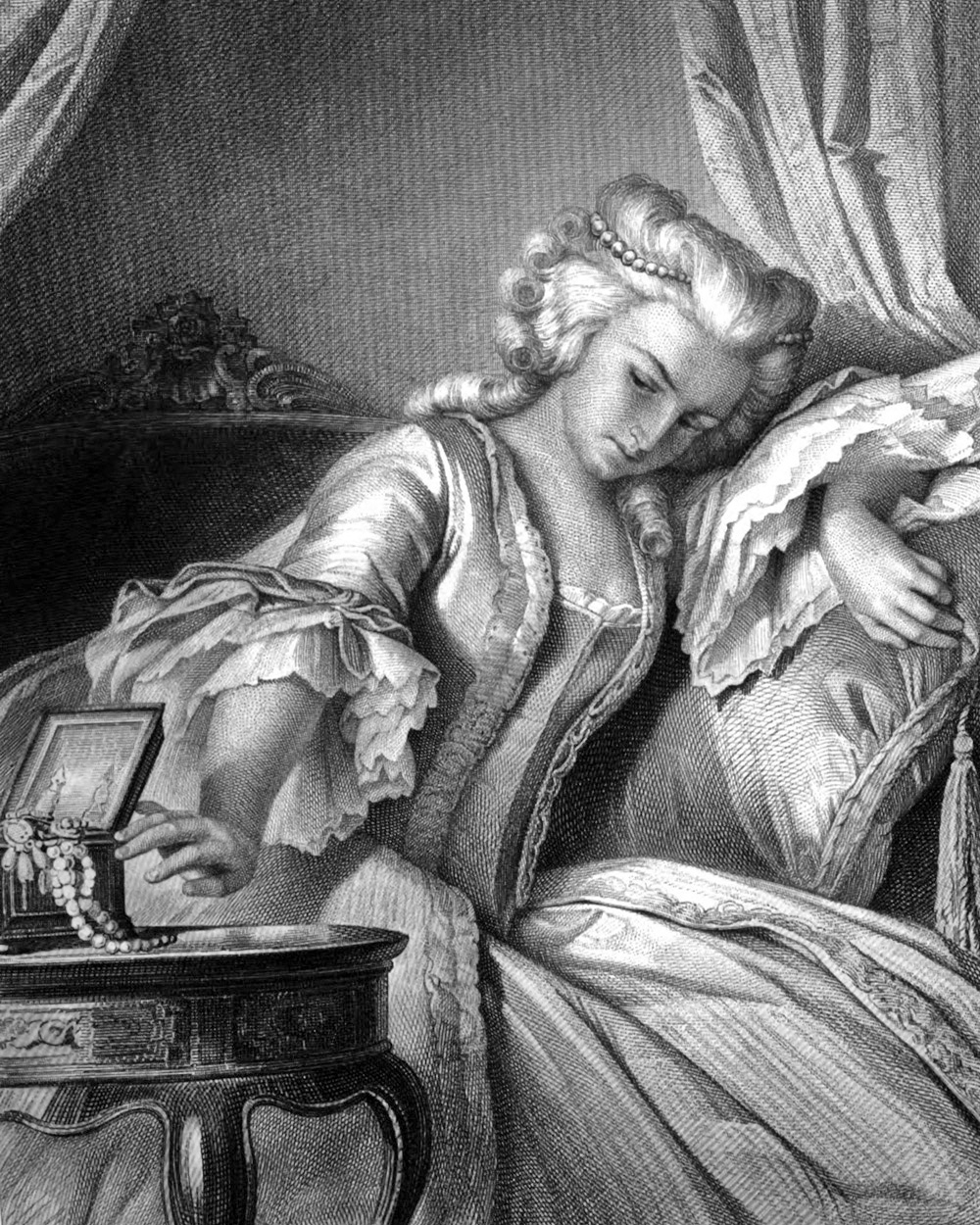
Lady Milford nach einer Zeichnung von Arthur von Ramberg, 1859

Lady Emilie Milford alias Johanna von Norfolk, die Mätresse des Fürsten, nimmt eine Mittelstellung ein zwischen der höfischen und bürgerlichen Werteordnung. Wie Ferdinand glaubt sie an die enthusiastische Liebe, die eine Idee bürgerlicher Intellektueller ist – gleichzeitig hält sie an der Ehre als dem Lebensprinzip der Adeligen fest.
Die aus England ins deutsche Exil geflohene und in Not geratene Waise erwidert aus Dankbarkeit die ihr entgegengebrachte Liebe des Fürsten und wird zu seiner Mätresse. Diese Stellung ermöglicht ihr ein standesgemäßes Leben und befriedigt ihren Ehrgeiz. Auch eröffnet ihr diese Position die Möglichkeit, einen besänftigenden Einfluss auf den Fürsten auszuüben und die Missstände im Fürstentum zu mildern. So wird auch der Heiratsplan mit Ferdinand nicht, wie allgemein angenommen, vom Präsidenten, sondern von ihr selbst eingefädelt. Lady Milford trägt eine Sehnsucht nach echter Liebe in sich; mit Ferdinand hofft sie das Land verlassen und einen neuen Lebensabschnitt beginnen zu können.

Als Ferdinand ihre Liebe zurückweist, versucht sie ihn mit allen Mitteln zur Ehe zu zwingen, wohl wissend, dass sie Ferdinands Herz nicht gewinnen kann. Lady Milford fürchtet eine mögliche Demütigung und ist daher nicht bereit, die bereits öffentlich bekannt gemachte Verbindung zu widerrufen. Sie versucht, Louise durch Drohungen und Versprechen zum Verzicht auf Ferdinand zu bewegen, doch ihre überhebliche Maske zerbricht; zutiefst von der „höheren Tugend“ Louises getroffen, beendet sie das Verhältnis mit dem Fürsten.
Insgesamt entsteht das Bild einer Frau, die das Gute will, aber lange Zeit in das verschwenderische und intrigante Treiben des Hofes eingebunden bleibt. Das Streben nach Ehre und Macht wirft einen Schatten auf ihre Menschlichkeit, die sich in ihrem Verhalten gegenüber dem Volk und ihren Dienern zeigt. Am Schluss trifft sie eine klare Entscheidung, geht außer Landes und löst sich so aus den Verstrickungen und damit auch aus ihrem moralischen Konflikt.
Präsident von Walter, Ferdinands Vater, hat sich sein Amt durch den Mord an seinem Vorgänger verschafft. Sein ganzes Verhalten ist darauf ausgerichtet, seine Stellung bei Hofe zu festigen – womöglich sogar auszuweiten – und sich die Gunst des Herzogs zu sichern. Diesem Machtkalkül unterwirft er Menschen, Wertvorstellungen und Gefühle. Liebe betrachtet er als törichte Schwärmerei: Eine Heirat soll allein dynastischen oder politischen Zielen dienen.
Erst als Ferdinand ihm im Tode vergibt, wird er sich seiner Fehler bewusst. Er erkennt, dass Menschen sich nicht wie Schachfiguren bewegen lassen, sondern Empfindungen und Wertvorstellungen folgen, die nicht Nützlichkeitserwägungen oder Machtstreben untergeordnet sind. Reuevoll stellt er sich der Justiz und beendet so seine Karriere.
Hofmarschall von Kalb ist eine von Präsident von Walter abhängige, feige und geschwätzige Hofschranze, die den auf äußeren Schein gerichteten Lebensstil des Hofes personifiziert. Schiller charakterisiert ihn durch seinen „Bisamgeruch“ und sein „Schafsgesicht“. Kalb ist klar, dass er als Mensch ohne besondere Qualitäten keine Alternative dazu hat, sich (bewusst oder unbewusst) zum Steigbügelhalter und Werkzeug der Mächtigen zu machen.
Unsichtbar und doch überragend im Hintergrund steht der Fürst als absolutistischer Herrscher, dem das Wohl seiner Untertanen gleichgültig ist. Er tritt nicht persönlich auf, doch seine Heiratspläne, sein Hofleben und sein Regierungshandeln haben Einfluss auf das Leben aller Dramenfiguren.

## Sprachliche Darstellung
Schiller verwendet einen hohen Stil, Pathos und Hyperbeln, um die zynische, kalte Welt des Hofes zu beschreiben. Die eingearbeiteten französischen Passagen dienen Schiller dazu, die Hofwelt mit ihren leeren Konversationen und ihrem Hang zu glanzvollen Äußerlichkeiten zu entlarven.

Die Sprache des Präsidenten ist oft ironisch, geschliffen, berechnend und arrogant. Die Ausdrucksweise des Hofmarschalls Kalb kann als Pendant zur Sprache der Frau Miller gesehen werden: einerseits dümmlich, unnatürlich und geziert, andererseits kriecherisch und hysterisch. Schiller stellt der unnatürlichen Sprache des Hofes die direkte, oft derbe Sprache des Ehepaares Miller gegenüber. Miller wird durch die Sprache des einfachen Mannes charakterisiert („Ich hab mich satt gefressen“). Seine Ansichten unterstreicht er mit allgemeinen Redewendungen und einer plastischen Bildersprache („Auf den Sack schlägt man; den Esel meint man“). Auch Frau Miller ist durch ihre Sprache dem einfachen Bürgertum zuzuordnen. Durch die falsche Aussprache von Fremdwörtern („Bläsier“, „barrdu“) und den Gebrauch zahlreicher Dialektausdrücke offenbart sie ihre niedere Herkunft.
Eine Sonderstellung nimmt die Sprache der Liebenden (Lady Milford, Louise und Ferdinand) ein, die von soziolektbedingten Elementen weitgehend frei bleibt.
Der Sekretär Wurm lässt sich als ein kleineres Ebenbild des Präsidenten ausmachen.

## Aufbau des Dramas
Der Aufbau des Stückes folgt einem strengen System, welches mit den Begriffen „Symmetrie“ und „dialektisches Prinzip“ bezeichnet wird und welches dem klassischem Drama zugeordnet wird. Entsprechung und Gegensatz kennzeichnen Inhalt wie auch Gestalt des Werkes. Dies wird in der Szenen-Abfolge deutlich, die im regelmäßigen Rhythmus zwischen der Welt des Kleinbürgertums und der des absolutistischen Hofes wechselt. Auf diese Weise wird die „kleine Welt“ (Zimmer der Miller) der „großen Welt“ (Saal des Präsidenten beziehungsweise Palais der Lady Millford) dialektisch gegenübergestellt und eine Symmetrie in der Abfolge der Szenen erzielt. Auch für den Handlungsaufbau des Werks gilt das Prinzip der Symmetrie. Als Beispiel lassen sich die drei Szenen zwischen Ferdinand und Louise am Anfang (1,4), in der Mitte (3,4) und am Ende (5,7) anführen; die erste hebt den geheimen Gegensatz der Liebenden hervor, die zweite lässt ihn in dem entscheidenden Wendepunkt akut werden, die dritte besiegelt ihn im Tod. Den Spannungsaufbau des Dramas kann man vereinfacht an einer Spannungskurve darstellen, wobei das analytische Drama mit der Exposition (1. Akt) beginnt, es dann zur Steigerung (2. Akt) kommt und es daraufhin im dritten Akt zur Peripetie (Höhepunkt) kommt. Danach fällt die Spannung leicht auf das retardierende Moment und fällt im 5. Akt ganz zurück auf die Katastrophe.

## Physiognomik
Im Verlauf des 18. Jh. entwickelte das Bürgertum die Idee, sich durch strikte Körperbeherrschung von anderen Klassen abzuheben. Dies meinte sowohl Körperhaltung als auch Körpersprache. Man nahm damals an, dass das Äußere direkt mit dem Inneren gekoppelt sei. Die Erscheinung eines Menschen gebe Aufschluss über sein Wesen, so lautete eine Grundüberzeugung der Physiognomik. Dass Schiller mit dieser Wissenschaft in Berührung kam, ist wahrscheinlich, da einer seiner Lehrer, Jacob Friedrich Abel, ihr angehörte. Der „Professor der Psychologie und der Moral an der hohen Karlschule“ schreibt im Lehrbuch zu einer seiner Vorlesungen: „[W]eil bestimmte Seelenveränderungen, z. B. Nachdenken, immer von bestimmten äussern Bewegungen des Körpers begleitet sind, diese aber zuletzt bleibend werden, so ist der Zustand der Seele im Körper sichtbar.“ Abel ging als Philosoph der Aufklärung und Vertreter der mäeutischen Methode in die Geschichte ein.
Das Aussehen der Figuren im Stück bleibt weitgehend im Dunkeln. Nur nicht beim Sekretär Wurm. Schiller verleiht ihm kein schönes Äußeres. Es ist sogar ausgesprochen hässlich. Passend zu seinem opportunistischen und intriganten Charakter hat er kleine, tückische Mausaugen, rotes Haar und ein herausgequollenes Kinn. Auf den „langsamen krummen Gang der Kabale“ versteht er sich gut. Seine Körperhaltung ist nicht aufrecht und stramm, sondern krumm, biegsam und beliebig veränderbar. Und so ist auch sein Charakter: Er macht das, was ihm im Moment gelegen kommt und verkörpert darin durch und durch das Bild der Adeligen vor der französischen Revolution. Seine Kleidung lehnt er bewusst an den Adel an: Gelegentlich tritt er mit Stock und Hut auf.

## Interpretationsansätze
Oft wird das Drama als Beispiel für die Kritik an der spätabsolutistischen Ständegesellschaft betrachtet. Tatsächlich thematisiert Schiller aber nicht nur die schier unüberwindbar erscheinenden Schranken zwischen Bürgertum und Adel, sondern auch die moralische Verdorbenheit der herrschenden Schicht. Diese habe ihren obszönen Reichtum durch skrupellose Ausbeutung des Volkes erworben. So wirft Ferdinand seinem Vater, dem Präsidenten, vor, dass seine Schätze das „Blutgeld des Vaterlands“ seien. Sie tröffen „von den Tränen der Unterthanen“, wie Lady Milford kritisch anmerkt. So viel Geld lasse sich „nicht mit etwas Gutem verdienen“, gibt ganz in diesem Sinn Stadtmusikant Miller zu bedenken. Deshalb, so Ferdinand, sei es auch „erlaubt, einen [solchen] Räuber zu plündern“, sich also von dem, was sich die Mächtigen auf unmoralische Weise angeeignet haben, zu nehmen.
Das Verhältnis des Regenten zu ‚seinem‘ Volk sei, so Lady Milford, nicht von Erbarmen und Liebe geprägt. Ganz im Gegenteil. Von dem Elend, das bis in das Bürgertum hineinreicht, hat er nicht die geringste Ahnung. Die „Großen der Welt“, so stellt Louise fest, seien „noch nicht belehrt […], was Elend ist“, ja, sie wollen auch gar nicht „belehrt seyn“, weshalb die junge Frau es in deren Ohren schreien will. In diesem Fürstentum gibt es aber nicht nur große, strukturell bedingte Armut, sondern auch verschiedene Formen unmittelbarer Gewalt von oben: Junge Männer werden als Soldaten „in die neue Welt“ verkauft und damit Paare wie Familien auseinandergerissen, ohne realistische Hoffnung auf eine Rückkehr. Menschen werden eingekerkert, zur Zwangsarbeit oder zum Tode verurteilt. (Die Lady, die davon berichtet, hat ihren Einfluss genutzt, um wenigstens einiges davon abzuwenden oder abzumildern.) Deshalb herrscht Miller seine Frau an, als sie einen Kniefall vor dem Präsidenten macht. Diese Haltung gebühre Gott, aber nicht solch einem „Schelmen“, d. h. solch einem Betrüger, Dieb, Verführer und Verräter.
Im Gespräch mit Lady Milford verdeutlicht Ferdinand, dass er sein Schwert, und damit seine mächtige Stellung, nicht dem Fürsten oder dem Präsidenten verdanke, sondern dem Staat. Der Fürst sei nur ein Instrument, durch das der Staat Macht übertrage. Die Regierenden stehen also im Dienst des Staates. Ferdinand macht seinem Vater als Vertreter der ‚Obrigkeit‘ zudem klar, dass die Mächtigen allen, auch den Armen, Respekt schuldeten, ja ihnen mit „Ehrfurcht“ zu begegnen hätten. Wurm, als rechte Hand des Präsidenten, diffamiert diese Überzeugung vom gleichen Wert aller, von der gleichen Menschenwürde, wie Schiller dies an anderer Stelle nannte, als „fantastische Träumereien von Seelengröße und persönlichem Adel“. Die Haltung der Achtung vor dem anderen, auch den Armen, sei jedoch keine Fantasterei, sondern eine Forderung der Tugend, so Ferdinand.
Denn Gott, so unterstreicht Louise gegenüber der Lady, habe nicht nur den Adel, sondern alle Menschen „zur Freude“ erschaffen, denn sie alle gingen dem Schöpfer gleichermaßen nahe. „Ins Ohr des Allwissenden [Gottes] schreit auch der letzte Krampf des zertretenen Wurms – es wird ihm [Gott] nicht gleichgültig seyn, wenn man Seelen in seinen Händen mordet!“ Spätestens in der Sterbestunde würden „auch die Lungen der Erdengötter zu röcheln anfangen, und das jüngste Gericht Majestäten und Bettler in dem nämlichen Siebe“ rütteln, so Louise im Tonfall antiker prophetischer Drohrede gegen die Mächtigen. Im ganzen Stück scheint zwischen den Zeilen immer wieder die Parole „Freiheit, Gleichheit, Brüderlichkeit“ durch; nicht als eine Hoffnung für das Ende der Tage oder das Jenseits der Welt, vielmehr als eine unausgesprochene Zielvorgabe für das Jetzt und Hier. Das dürfte keine Überraschung sein. Immerhin erschien Schillers Stück nur fünf Jahre vor der französischen Revolution.
Neben dieser sozialen, politischen und ökonomischen Betrachtung ergeben sich noch andere Sichtweisen. Die gängigsten sind die theologische und die philosophische sowie die Betrachtung des Stückes als Tragödie der possessiven (besitzergreifenden) Liebe. Darin ist sich die Forschungsliteratur einig: „Of all Schiller’s dramatic works, Kabale und Liebe has received the most divergent interpretations. It has been variously called a tragedy of love, of absolute subjectivity, of theological superbia, of class differences, of social-political injustice.“ Bruce Kieffer entscheidet sich selbst für eine weitere mögliche Deutung: „I propose to discuss it as a tragedy of language.“
Im sprachphilosophischen Ansatz wird etwa die Theorie aufgestellt, dass Louise und Ferdinand ihre verbale Kommunikation zunehmend perfektionieren – so wie auch ihre Liebe immer vollkommener werden soll. Dass das Handeln des Menschen jedoch fehlerhaft ist und es Perfektion im Leben nicht gibt, wird durch den Brief deutlich, den Wurm (mit Zustimmung des Präsidenten) von Louise erpresst. Dieses durch und durch unwahre Schreiben setzt den schönen Worten ein Ende. Die darin kommunizierten Worte verheißen bereits die Tragödie. Ferdinand ruft die Katastrophe selbst herbei, weil er weiter an seinem Ideal festhält, einzig die schönen Worte der „Sprache des Herzens“ zu verwenden, und es nicht wagt, den für ihn furchtbaren Brief gegenüber Louise anzusprechen. Schiller zeigt, dass Sprache etwas Menschengemacht-Künstliches ist. So gelingt es Wurm, das Paradies der zutraulichen Worte zwischen den beiden Liebenden mit Worten zu sprengen. Schiller hat die philosophischen Ideen hierzu wahrscheinlich durch Lektüre Herders gewonnen.

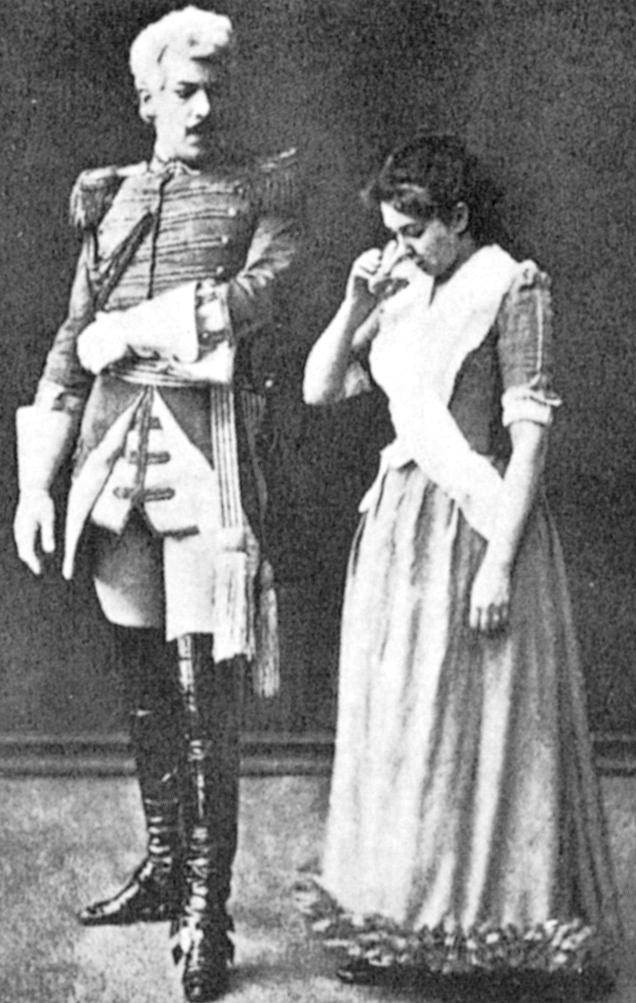
Konstantin Stanislawski als Ferdinand und seine spätere Frau Marija Petrowna Lilina als Louise bei einer Aufführung des Stücks in der Moskauer Gesellschaft für Kunst und Literatur 1889

## Rezeption und Kritik
Die Uraufführung des Stückes war sehr erfolgreich. Viele Kritiker und Schriftstellerkollegen lobten das Stück, während höfische Kritiker es harsch ablehnten. In Stuttgart und Wien wurde die Aufführung verboten. Das gebildete Publikum kritisierte das übertriebene Pathos des Stückes. 1795 erschien eine englische, 1799 eine französische Übersetzung. Auf der Bühne fand das Stück erst zu Beginn des 20. Jahrhunderts Verbreitung, vor allem durch die Inszenierung von Max Reinhardt im Jahr 1924. Erich Auerbach nannte es einen „von einem genialen Menschen geschriebene(n) Reißer“, der allzu „intrigenhaft auskalkuliert“ sei.

## Verfilmungen
| Jahr | Land            | Titel                             | Regie               |
| ---- | --------------- | --------------------------------- | ------------------- |
| 1913 | Deutsches Reich | Kabale und Liebe                  | Friedrich Fehér     |
| 1922 | Deutsches Reich | Luise Millerin                    | Carl Froelich       |
| 1955 | Deutschland     | Kabale und Liebe                  | Curt Goetz-Pflug    |
| 1959 | Deutschland     | Kabale und Liebe (TV)             | Harald Braun        |
| 1959 | DDR             | Kabale und Liebe                  | Martin Hellberg     |
| 1965 | Österreich      | Kabale und Liebe (TV)             | Erich Neuberg       |
| 1967 | Deutschland     | Kabale und Liebe (TV)             | Gerhard Klingenberg |
| 1976 | Österreich      | Kabale und Liebe                  | Gerhard Klingenberg |
| 1980 | Deutschland     | Kabale und Liebe                  | Heinz Schirk        |
| 1982 | DDR             | Kabale und Liebe (TV)             | Piet Drescher       |
| 2001 | Deutschland     | Kabale und Liebe                  | Achim Scherf        |
| 2005 | Deutschland     | Kabale und Liebe (TV)             | Leander Haußmann    |
| 2009 | Deutschland     | Kabale und Liebe (Theater, TV)    | Andreas Kriegenburg |
| 2016 | Deutschland     | Kabale und Liebe (Schulfilm, DVD) | Cornelia Köhler     |

## Vertonungen, Bühnenbearbeitungen
- Giuseppe Verdis Oper Luisa Miller nach Kabale und Liebe, Libretto Salvatore Cammarano, wurde am 8. Dezember 1849 uraufgeführt.[7]
- Außer Verdi vertonte auch Gottfried von Einem den Stoff als op. 44 in der Oper Kabale und Liebe, die von Boris Blacher und Lotte Ingrisch textlich eingerichtet und am 17. Dezember 1976 uraufgeführt wurde.[8]

## Hörspiele
- 1925: Kabale und Liebe – Regie: Gerd Fricke. Produktion: Südwestdeutscher Rundfunkdienst AG (SÜWRAG)
- 2005: Kabale und Liebe – Regie: Leonhard Koppelmann. Produktion: MDR
- 2016: Lila und Fred – frei nach Kabale und Liebe von Cristin König – Regie: die Autorin, Produktion: DKultur

## Parodie
Der Wiener Bühnenautor Josef Kilian Schickh, ein Zeitgenosse Johann Nestroys, schrieb 1831 für das Theater an der Wien die Parodie Die verhängnisvolle Limonade oder: Liebe und Kabale.